# ديكلان أوبراين (مخرج)
ديكلان أوبراين (بالإنجليزية: Declan O'Brien)‏ هو كاتب سيناريو ومخرج أمريكي، ولد في 1962 في الولايات المتحدة.

## وصلات خارجية
- ديكلان أوبراين على موقع IMDb (الإنجليزية)
- ديكلان أوبراين على موقع ألو سيني (الفرنسية)
- ديكلان أوبراين على موقع أول موفي (الإنجليزية)
- ديكلان أوبراين على موقع قاعدة بيانات الأفلام السويدية (السويدية)
- ديكلان أوبراين على موقع قاعدة بيانات الفيلم (الإنجليزية)
- ديكلان أوبراين على موقع كينوبويسك (الروسية)